# Victoria Lake (Neufundland)
Der Victoria Lake ist ein See in der kanadischen Provinz Neufundland und Labrador.

## Lage
Der Victoria Lake befindet sich im Südwesten der Insel Neufundland. Der 150 km² große See erstreckt sich in WSW-ONO-Richtung über eine Länge von 40,5 km. Die maximale Breite liegt bei 2,4 km. Ursprünglich durchfloss der Victoria River den See in nordöstlicher Richtung und entwässerte ihn zum nördlich gelegenen Beothuk Lake (ehemals bekannt als "Red Indian Lake"). Im Rahmen eines größeren Wasserkraftprojektes wurde der Abfluss durch einen Staudamm unterbrochen. Über einen Ableitungskanal gelangt nun das Wasser des Victoria Lake zum südlich benachbarten Burnt Pond, von welchem es weiter zum Granite Lake und zum Meelpaeg Lake geführt wird. Der Wasserspiegel des Victoria Lake liegt im Mittel bei 324,4 m. Er schwankt zwischen 321 m und 326,5 m. Das Einzugsgebiet des Sees beträgt schätzungsweise 1070 km².